# Championnat d'Espagne de hockey sur gazon 2021-2022
Navigation
2019-2021 2022-2023
Le Championnat d'Espagne de hockey sur gazon 2021-2022 était la 56e saison de la División de Honor de Hockey Hierba, la première ligue masculine de hockey sur gazon en Espagne. La saison a débuté le 18 septembre 2021 et s'est terminée par la finale du championnat le 8 mai 2022.
Club Campo de Madrid étaient les champions en titre. Atlètic Terrassa a remporté son 22e titre en battant le Real Club de Polo en finale 6–5 aux tirs au but après la fin du match 2–2.

## Changements de 2020-2021
Pour cette saison, la ligue est revenue à dix équipes après que la saison dernière ait été jouée avec 12. Pour la saison 2022-23, la ligue comptera à nouveau 12 équipes, donc aucune équipe ne sera reléguée directement cette saison, la 10e équipe n'a qu'à jouer une relégation éliminatoires.

## Équipes
Sardinero a remporté la division d'honneur masculine B et a été promu tandis que CD Terrassa, Giner de los Rios et Line 22 ont été relégués.
| Équipe              | Location              | Communauté autonome  | Stade                                       |
| ------------------- | --------------------- | -------------------- | ------------------------------------------- |
| Club de Campo       | Madrid                | Communauté de Madrid | Estadi de Hockey Club de Campo              |
| Atlètic Terrassa HC | Terrassa              | Catalogne            | Estadi de Hockey Josep Marquès              |
| Club Egara          | Terrassa              | Catalogne            | Estadi de Hockey Pla de Bon Aire            |
| RC Polo             | Barcelone             | Catalogne            | Estadi de Hockey Eduardo Dualde             |
| Sanse Compultense   | Madrid                | Communauté de Madrid | Estadi de Hockey San Sebastián de los Reyes |
| FC Barcelone        | Barcelone             | Catalogne            | Pau Negre Stadium                           |
| RS Tenis            | Santander             | Cantabrie            | Estadi de Hockey La Albericia               |
| Junior FC           | Sant Cugat del Vallès | Catalogne            | Estadi de Hockey Sant Cugat                 |
| RC Jolaseta         | Getxo                 | Pays basque          | Estadi de Hockey RC Jolaseta                |
| Sardinero HC        | Santander             | Cantabrie            | Estadi de Hockey La Albericia               |

### Nombre d'équipes par communauté autonome
| Communauté autonome  | Nombre d'équipes | Équipes                                                                 |
| -------------------- | ---------------- | ----------------------------------------------------------------------- |
| Catalogne            | 5                | Atlètic Terrassa HC - Club Egara - R.C. Polo - FC Barcelone - Junior FC |
| Communauté de Madrid | 2                | Club de Campo - Sanse Compultense                                       |
| Cantabrie            | 2                | RS Tenis - Sardinero HC                                                 |
| Pays basque          | 1                | R.C. Jolaseta                                                           |

## Phase régulière

### Classement
| Rang | Équipe              | J  | V  | N | P  | BP | BC | Diff | Pts | Qualification                                       |
| ---- | ------------------- | -- | -- | - | -- | -- | -- | ---- | --- | --------------------------------------------------- |
| 1    | R.C. Polo           | 18 | 13 | 4 | 1  | 46 | 21 | +25  | 43  | Tour préliminaire de l'Euro Hockey League 2022-2023 |
| 2    | Atlètic Terrassa HC | 18 | 13 | 2 | 3  | 61 | 35 | +26  | 41  | Final 8 de l'Euro Hockey League 2022-2023           |
| 3    | Club Egara          | 18 | 10 | 4 | 4  | 48 | 35 | +13  | 34  | Tour préliminaire de l'Euro Hockey League 2022-2023 |
| 4    | Club de Campo       | 18 | 11 | 0 | 7  | 51 | 26 | +25  | 33  | Phase finale                                        |
| 5    | FC Barcelone        | 18 | 8  | 4 | 6  | 40 | 37 | +3   | 28  |                                                     |
| 6    | Junior FC           | 18 | 8  | 2 | 8  | 41 | 40 | +1   | 26  |                                                     |
| 7    | Sanse Compultense   | 18 | 4  | 5 | 9  | 30 | 45 | -15  | 17  |                                                     |
| 8    | RS Tenis            | 18 | 3  | 6 | 9  | 25 | 42 | -17  | 15  |                                                     |
| 9    | R.C. Jolaseta       | 18 | 1  | 5 | 12 | 26 | 56 | -30  | 8   |                                                     |
| 10   | Sardinero HC        | 18 | 1  | 4 | 13 | 26 | 57 | -31  | 7   | Barrage de relégation                               |

### Résultats
| Domicile/Extérieur  | CDC | ATL | EGA | RCP | COM | FCB | RST | JFC | RCJ | SAR |
| ------------------- | --- | --- | --- | --- | --- | --- | --- | --- | --- | --- |
| Club de Campo       |     | 2-3 | 2-0 | 1-2 | 3-0 | 4-1 | 5-1 | 2-4 | 6-1 | 4-0 |
| Atlètic Terrassa HC | 3-1 |     | 6-4 | 2-2 | 5-1 | 4-2 | 3-0 | 4-2 | 2-1 | 7-2 |
| Club Egara          | 3-1 | 3-2 |     | 1-2 | 2-2 | 5-2 | 4-3 | 3-3 | 6-0 | 2-1 |
| R.C. Polo           | 2-0 | 2-1 | 1-1 |     | 3-1 | 1-0 | 3-0 | 6-2 | 5-0 | 3-1 |
| Sanse Compultense   | 0-1 | 4-4 | 0-3 | 3-3 |     | 3-2 | 0-1 | 0-1 | 3-2 | 4-1 |
| FC Barcelone        | 2-1 | 3-4 | 3-0 | 1-1 | 3-2 |     | 3-1 | 3-2 | 2-1 | 2-2 |
| RS Tenis            | 0-5 | 3-1 | 1-2 | 1-3 | 1-1 | 2-2 |     | 1-1 | 4-4 | 1-1 |
| Junior FC           | 0-3 | 0-2 | 2-4 | 4-1 | 5-0 | 2-3 | 1-3 |     | 2-0 | 1-0 |
| R.C. Jolaseta       | 0-5 | 2-3 | 2-2 | 0-2 | 3-3 | 2-2 | 2-1 | 3-4 |     | 2-2 |
| Sardinero HC        | 4-5 | 1-5 | 2-3 | 2-4 | 2-3 | 0-4 | 1-1 | 2-5 | 2-1 |     |

Légende des classements
- Victoire à domicile
- Match nul
- Victoire à l'extérieur

## Phase finale
Le Final 4 a été organisé par le Club de Campo à Madrid les 7 et 8 mai 2022,.
|  | Demi-finales            | Demi-finales            |               |       | Finale         | Finale         |
|  | Demi-finales            | Demi-finales            |               |       | Finale         | Finale         |
|  |                         |                         |               |       |                |                |
|  | 7 mai - Madrid          | 7 mai - Madrid          |               |       | 8 mai - Madrid | 8 mai - Madrid |
|  | 7 mai - Madrid          | 7 mai - Madrid          |               |       | 8 mai - Madrid | 8 mai - Madrid |
|  | Club de Campo (4)       | 3 (3)                   |               |       | 8 mai - Madrid | 8 mai - Madrid |
|  | Club de Campo (4)       | 3 (3)                   |               |       | 8 mai - Madrid | 8 mai - Madrid |
|  | R.C. Polo (1)           | 3 (4)                   |               |       | 8 mai - Madrid | 8 mai - Madrid |
|  | R.C. Polo (1)           | 3 (4)                   | R.C. Polo (1) | 2 (5) |                |                |
|  | 7 mai - Madrid          |                         | R.C. Polo (1) | 2 (5) |                |                |
|  |                         | Atlètic Terrassa HC (2) | 2 (6)         |       |                |                |
|  | Atlètic Terrassa HC (2) | Atlètic Terrassa HC (2) | 2 (6)         | 3     |                |                |
|  | Atlètic Terrassa HC (2) |                         |               | 3     |                |                |
|  | Club Egara (3)          | 2                       |               |       |                |                |
|  | Club Egara (3)          | 2                       |               |       |                |                |

### Demi-finales
| 7 mai 2022 | Club de Campo                 | 3 - 3   | R.C. Polo                           | Madrid |  |
| 15h00      | Basterra 37e · Abajo 45e, 47e | (0 - 3) | 15e Ruiz · 27e Piera · 34e Tarazona |        |  |
| 15h00      | Rapport                       |         |                                     |        |  |
| 15h00      | Tirs au but 3 - 4             |         |                                     |        |  |

| 7 mai 2022 | Atlètic Terrassa HC                   | 3 - 2   | Club Egara             | Madrid |  |
| 17h00      | Salles 7e · Ibañez 22e · Bonastre 40e | (2 - 1) | 6e Aguilar · 40e Broto |        |  |
| 17h00      | Rapport                               |         |                        |        |  |

## Finale
| 8 mai 2022 | R.C. Polo                 | 2 - 2   | Atlètic Terrassa HC | Madrid |  |
| 15h00      | Borras 61e · Miralles 68e | (0 - 1) | 2e, 43e Pa. Cunill  |        |  |
| 15h00      | Rapport                   |         |                     |        |  |
| 15h00      | Tirs au but 5 - 6         |         |                     |        |  |